# Söderå
Söderå är en liten by utanför Gottne i Örnsköldsviks kommun i Västernorrlands län. Byn tillhör det område som benämns Gottnebygden.